# Fred (till Melanie)
"Fred (till Melanie)" är en sång skriven av Mikael Wiehe, medlem i det svenska proggbandet Hoola Bandoola Band som spelade in låten på albumet Garanterat individuell släppt 1971.

## Om låten
Wiehe inspirerades av den amerikanska sångerskan Melanies låt Peace Will Come (According to Plan) och John Lennons Give Peace a Chance när han skrev texten. Han var tveksam till vilket pris man ska betala för att komma till fred i Vietnam. 

## Coverversioner
Imperiet spelade in "Fred" på albumet Blå himlen blues 1985. Samma år framfördes den av Imperiet, Wiehe och Björn Afzelius på ANC-galan.
I andra säsongen av Så mycket bättre gjorde Laleh en cover på låten.